# California Zephyr
A California Zephyr egy vasúti InterCity járat az Amerikai Egyesült Államokban. Az Amtrak üzemelteti 1983 április 24. óta. Elődje a San Francisco Zephyr és a Rio Grande Zephyr nevű járatok voltak, melyet az Amtrak és a Denver and Rio Grande Western Railroad üzemeltetett. Az eredeti California Zephyrt Chicago és Denver, (Colorado állam) között a Chicago, Burlington and Quincy Railroad üzemeltette. A legutolsó pénzügyi évben összesen 410 844 (2019) utas utazott a járaton, naponta átlagosan 1126 (2019) utasa volt. Chicago (Illinois állam) és Emeryville, (Kalifornia állam) között közlekedik, a 3 924 kilométert 33 megállással teszi meg az UP és a BNSF pályáin. A vonat Superliner hálókocsikból és személykocsikból áll. A két város között napi egy pár járat közlekedik.

## Utasszám
Az utasforgalom az elmúlt években az alábbi módon változott:
|      | Utasszám | Változás az előző évhez képest | Jegybevétel | Változás az előző évhez képest |
| ---- | -------- | ------------------------------ | ----------- | ------------------------------ |
| 2007 | 329,840  | -                              | $35 719619  | -                              |
| 2008 | 352 563  | 06,88%                         | $39 001 032 | 09,18%                         |
| 2009 | 345 558  | 01,98%                         | $38 679 674 | 00,82%                         |
| 2010 | 377,876  | 09,35%                         | $43 754 763 | 013,12%                        |
| 2011 | 355 324  | 05,96%                         | $44 751 539 | 02,27%                         |
| 2012 | 376 459  | 05,94%                         | $47 605 728 | 06,37%                         |
| 2013 | 376 932  | 00,12%                         | $49 864 217 | 04,74%                         |
| 2014 | 366 564  | 02,75%                         | $49 206 656 | 01,31%                         |
| 2015 | 375 342  | 02,39%                         | $48 780 177 | 00,86%                         |
| 2016 | 417 322  | 011,18%                        | $51 950 998 | 06,5%                          |
| 2017 | 415 000  | 00,55%                         | -           | -                              |
| 2018 | 418 203  | 00,77%                         | -           | -                              |
| 2019 | 410 844  | 01,75%                         | -           | -                              |
| 2020 | 247 535  | 037,8%                         | -           | -                              |
| 2021 | 184 667  | 025,4%                         | -           | -                              |
| 2022 | 290 423  | 057,3%                         | -           | -                              |